# Vittorio Gregotti
Vittorio Gregotti (Novara, 10 de agosto de 1927-Milán, 15 de marzo de 2020) fue un arquitecto italiano.

## Biografía
Se licenció en Arquitectura en el Politécnico de Milán en 1952. Empezó su carrera de arquitecto colaborando en la histórica revista Casabella, dirigida por Ernesto Nathan Rogers, que él mismo dirigió entre 1982 y 1996. En 1974 estableció su despacho profesional Gregotti Associati International, que desde entonces realizó importantes proyectos en más de veinte países. Entre sus asociados cabe destacar a Pierluigi Cerri, Pierluigi Nicolin, Hiromichi Matsui y Bruno Viganò.
En España participó en la remodelación del Estadio Olímpico Lluís Companys para los Juegos Olímpicos de 1992 que estuvo a cargo de los arquitectos Federico Correa, Alfons Milà, Joan Margarit y Carles Buxadé. Fue nombrado miembro honorario de la asociación Arquites.
Su visión moderna de la arquitectura y su amplia trayectoria profesional, han tenido mucha influencia en la arquitectura italiana.
Falleció en el hospital de MIlán el 15 de marzo de 2020 a causa de una neumonía provocada por el virus SARS-CoV-2.